# 上海期货大厦
上海期货大厦，是位于上海浦东新区陆家嘴金融贸易区内的一座大厦，是上海期货交易所所在地。